# أوليفر لو
أوليفر لو (بالإنجليزية: Oliver Law)‏ هو نقابي وسياسي أمريكي، ولد في 23 أكتوبر 1900 في تكساس في الولايات المتحدة، وتوفي في 9 يوليو 1937 في Cerro del Mosquito ‏ في إسبانيا.